# Parvovirus B19
Parvovirus B19 je známý také pod názvem Erythrovirus B19. Byl prvním známým lidským virem z čeledi parvoviriade. V roce 1974 byl identifikován pod elektronovým mikroskopem jako částice o průměru 22-24 nm s ikosahedrickou symetrii. Díky své velikosti se řadí mezi jedny z nejmenších virů. Má jednoduchou strukturu, která se skládá pouze ze dvou proteinů a lineární jednovláknové molekuly DNA. Nukleotidová sekvence B19 byla původně stanovena sekvenováním virového izolátu označeného jako pvbaua získaného ze séra dítěte, které trpělo homozygotní chorobou srpkovitou anémií. Infekce parvovirem B19 je celosvětově běžná a většina osob nakažených virem je infikována do svých 15 let. Většina osob infikovaných parvovirem B19 jsou bezpříznakové nebo vykazují mírné, nespecifické příznaky podobné nachlazení, které nejsou spojovány s tímto virem.

## Virologie
Parvovirus B19 je členem erytro-virů, které byly pojmenovány kvůli výraznému tropismu pro prekurzorové buňky erytroidů. Jedná se o jednovláknový neobalený DNA virus a jeden z nejmenších virů, o nichž je známo, že infikují buňky savců. Parvovirus B19 je geneticky stabilní a sekvenované izoláty vykazují nízkou variabilitu v rozmezí několika procent pro dva kapsidové proteiny VP1 a VP2 a ještě nižší variabilitu pro nestrukturní protein NS1. Rozdíly v klinických projevech infekce Parvoviru B19 nebyly vysvětleny variabilitou jeho sekvencí.
Virion se skládá ze 60 kopií kapsomeru, do kterého jsou zabaleny negativní i pozitivní řetězce DNA. Rentgenová krystalografie ukázala, že povrch Parvoviru B19 je významně odlišný od povrchu jiných parvovirů tím, že postrádá výrazné hroty na trojnásobných ikosahedrálních osách zapojených do rozpoznávání hostitele a antigenu. Omezený obsah DNA a nepřítomnost lipidového obalu činí Parvovirus B19 extrémně rezistentním na fyzikální inaktivaci. Virus je stabilní při teplotě 56 °C po dobu 60 minut. Inaktivace viru může být dosažena pomocí formalinu, propiolaktonu nebo gama záření.

### Životní cyklus
Životní cyklus Parvoviru B19, stejně jako u jiných neobalených DNA virů, zahrnuje vazbu viru na receptory hostitelské buňky, internalizaci, translokaci genomu do hostitelského jádra, replikaci DNA, transkripci do mRNA, translaci na hostitelských ribozomech, sestavení kapsidů a zabalení genomu a nakonec lýzi buněk. Tím dojde k uvolněním zralých virionů.

### Infekce a tropismus
Parvovirus B19 používá pro připojení buněk a vstup alespoň tři buněčné receptory. Prvním identifikovatelným byl glykolipidový globosid, známý také jako antigen P. Antigen P je přítomen na hematopoetických prekurzorech, erytroblastech a megakaryocytech, u nichž Parvovirus B19 vykazuje tropismus a také na různých jiných buňkách, včetně endotelových buněk, fetálních myocytů a placentárních trofoblastů. Předpokládá se, že tyto buňky představují buňky, do kterých může B19 vstoupit, ale není schopen produkovat úplné viriony. Aby došlo k produktivní infekci, byl definován koreceptor, a5b1-integrin. Tento integrin se podílí na buněčné adhezi a je exprimován na erytroidních progenitorech, což by mohlo vysvětlovat tropismus Parvoviru B19 a aktivní replikaci pozorovanou v těchto buňkách. Další molekula, autoantigen Ku80, byla rovněž navržena jako ko-receptor pro Parvovirus B19 umožňující vstup do buněk.

## Epidemiologie
Parvovirus B19 je běžný virus, který se šíří po celém světě a séroprevalence (počet osob v populaci, kteří mají pozitivní test na onemocnění tímto virem) se s věkem zvyšuje. Byl objeven u 15% předškolních dětí, 50% mladších dospělých a přibližně u 85% starších lidí vykazuje sérologické důkazy o minulé infekci. V rozvojových zemích se ukázalo, že séroprevalence je mírně vyšší, pravděpodobně kvůli špatným a přeplněným živým standardům, zatímco v izolovaných kmenových komunitách jsou hodnoty séroprevalence nižší než 10%. Zdá se, že infekce propůjčuje imunokompetentním hostitelům celoživotní imunitu. I když je séroprevalence vysoká, virémie nebo přítomnost virové DNA je u zdravých jedinců vzácná. Výskyt infekce vykazuje sezónní výkyvy v mírném podnebí, které jsou častější v zimě a na začátku jara .
Epidemie jsou zaznamenávány v intervalech přibližně 3–4 let. Parvovirus B19 se běžně do lidského organismu dostane dýchacími cestami, ale může se také přenášet z matky na plod, také pomocí transplantace kostní dřeně a orgánů a transfuzí krve. Protože většina infekcí se vyskytuje u dětí ve věku 5–15 let, jsou ohroženými rodiče dětí v této věkové skupině. Inkubační doba je 4–15 dní.

## Klinické stavy spojené s Parvovirem B19

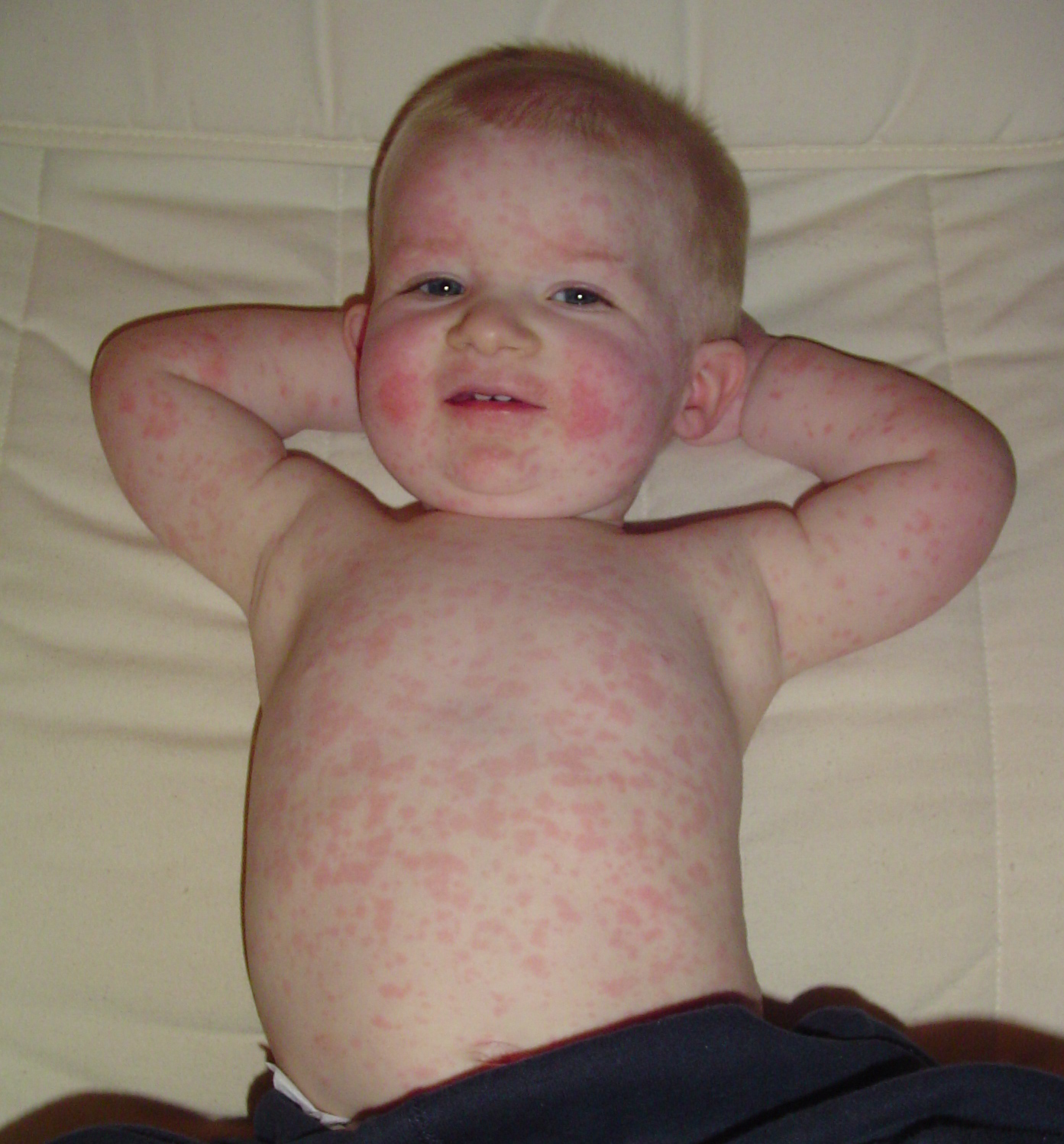
Dítě postižené pátou nemocí

Většina osob s infekcí Parvovirem B19 je asymptomatická nebo vykazuje mírné, nespecifické příznaky podobné nachlazení, které s virem nesouvisí. Mezi klinické stavy spojené s infekcí však patří pátá nemoc, artropatie, přechodná chudokrevnost, chronická aplazie červených krvinek, papulopurpurický syndrom ponožek a rukavic a hydrops plodu. Podmínky předpokládané jako souvislost s infekcí Parvovirem B19 zahrnují encefalopatii, epilepsii, meningitidu, myokarditidu, dilatační kardiomyopatii a autoimunitní hepatitidu.

## Diagnostika
Pokud je přítomen erythema infectiosum (pátá nemoc), klinická diagnóza může být provedena bez laboratorního testování. Je-li nutná laboratorní testování, je třeba potvrdit dva typy diagnostických testů infekce Parvovirem B19. Jedná se o testování specifických protilátek proti B19 a testování virové DNA.

## Léčba
Obecně je erythema infectiosum omezena a sama o sobě nevyžaduje léčbu. Pacienti s artropatií (onemocnění kloubů) mohou vyžadovat nesteroidní protizánětlivé léky. Pacienti s přechodnou chudokrevností mohou vyžadovat transfuzi erytrocytů, zatímco se kostní dřeň zotavuje. Chronická aplazie červených krvinek, pokud je závažná, může vyžadovat intravenózní léčbu imunoglobulinem. Tato léčba může zlepšit příznaky anémie, ale může vyvolat vyrážku nebo artropatii. Intravenózní imunoglobulin byl také použit v několika závažných onemocnění. Byla vyvinuta vakcína, která však doposud není k dispozici.